# 甄城君
甄城君景愍公李惇（韓語：견성군 이돈，甄城君 惇，1482年—1507年），朝鲜成宗李娎八子，母淑仪洪氏。1507年他参与全山君李顆（전산군 이과）的叛乱而被流放后赐死，年二十五。

### 家人
- 永阳郡夫人申氏， 參奉申友灝 신우호的女儿。
  - 完山君李守諴 완산군 수함（1500-15 ）甄城君景愍公李惇长子，母永阳郡夫人申氏。
    - 宣城君李钦 선성군 이흠（1522-1562） 完山君李守諴长子。
    - 枰城副正李勻 평성부정 이균 完山君李守諴次子。
    - 骊城君李锡 여성군 이석 完山君李守諴三子。

  - 桂山君李守誡계산군 수계 甄城君景愍公李惇次子，母母永阳郡夫人申氏。